# Torbogen (Rossdhu)

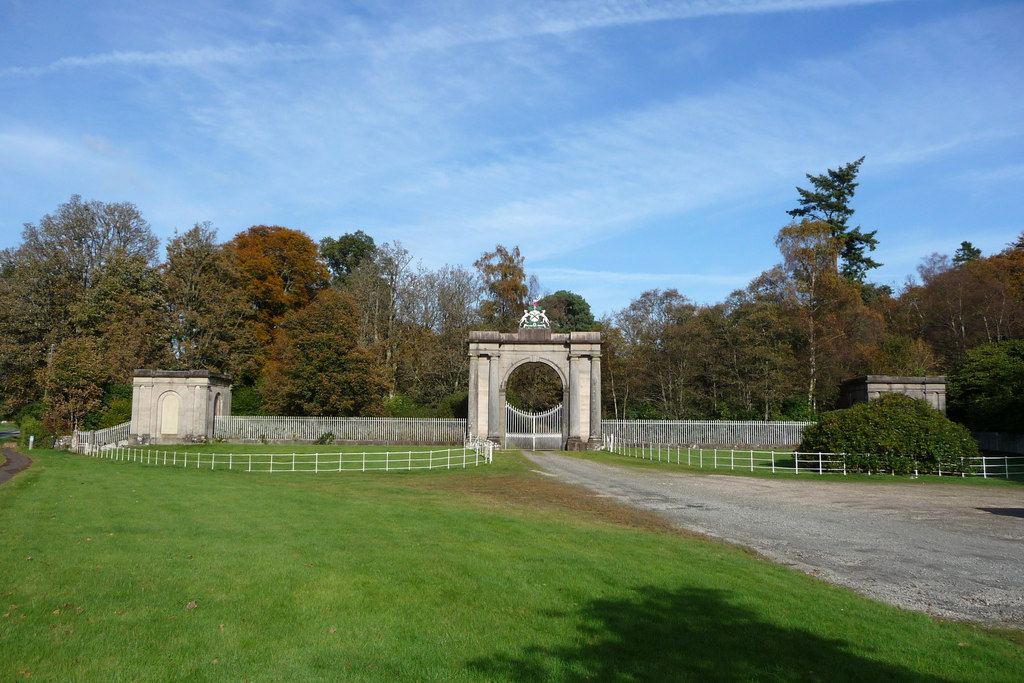
Der Torbogen an der Südeinfahrt zu Rossdhu House

Der Torbogen von Rossdhu überspannt den aus Süden kommenden Zufahrtsweg zu den Ländereien von Rossdhu House. Er befindet sich etwa sieben Kilometer nordöstlich von Helensburgh abseits der heutigen A82 unweit der Ufer von Loch Lomond. Wie auch Rossdhu House selbst wurde der Torbogen 1971 als Einzeldenkmal in die schottischen Denkmallisten in der höchsten Kategorie A aufgenommen. Die Gestaltung der Südeinfahrt wurde im Zuge weiterer Baumaßnahmen im frühen 19. Jahrhundert, wahrscheinlich 1817, vorgenommen. 1995 wurde das Bauwerk in die Liste gefährdeter schottischer Denkmäler aufgenommen. Sein Zustand wird jedoch noch als gut bis mäßig eingestuft. Die Eintragung wurde 2019 gelöscht, was auf eine abgeschlossene Restauration hindeutet.

## Beschreibung
Das Bauwerk ist als klassischer Torbogen mit Schlussstein geplant. Beiderseits der Durchfahrt befinden sich Paare toskanischer Säulen, welche das Gesimse tragen. Dieses wird bekrönt durch das eiserne und bemalte und von zwei aufsteigenden Pferden flankierte  Wappen des Clans Colquhoun, der Rossdhu House erbaute. Der Torbogen trägt ein zweiflügeliges, gusseisernes Tor. In etwa 20 m Entfernung sind symmetrisch zwei Wächterhäuschen hinzugefügt. Diese einstöckigen, kleinen Gebäude weisen einen quadratischen Grundriss auf und bestehen ebenso wie der Torbogen aus Quaderstein. Sie sind mit Rundbogenfenstern ausgestattet, die heute zugemauert sind. An den Gebäudekanten tragen Pilaster das Gesimse. Die Häuser schließen mit Flachdächern ab. Ein gusseiserner Zaun überspannt den Raum zwischen dem Torbogen und den beiden Häuschen.